# Amt Kirberg

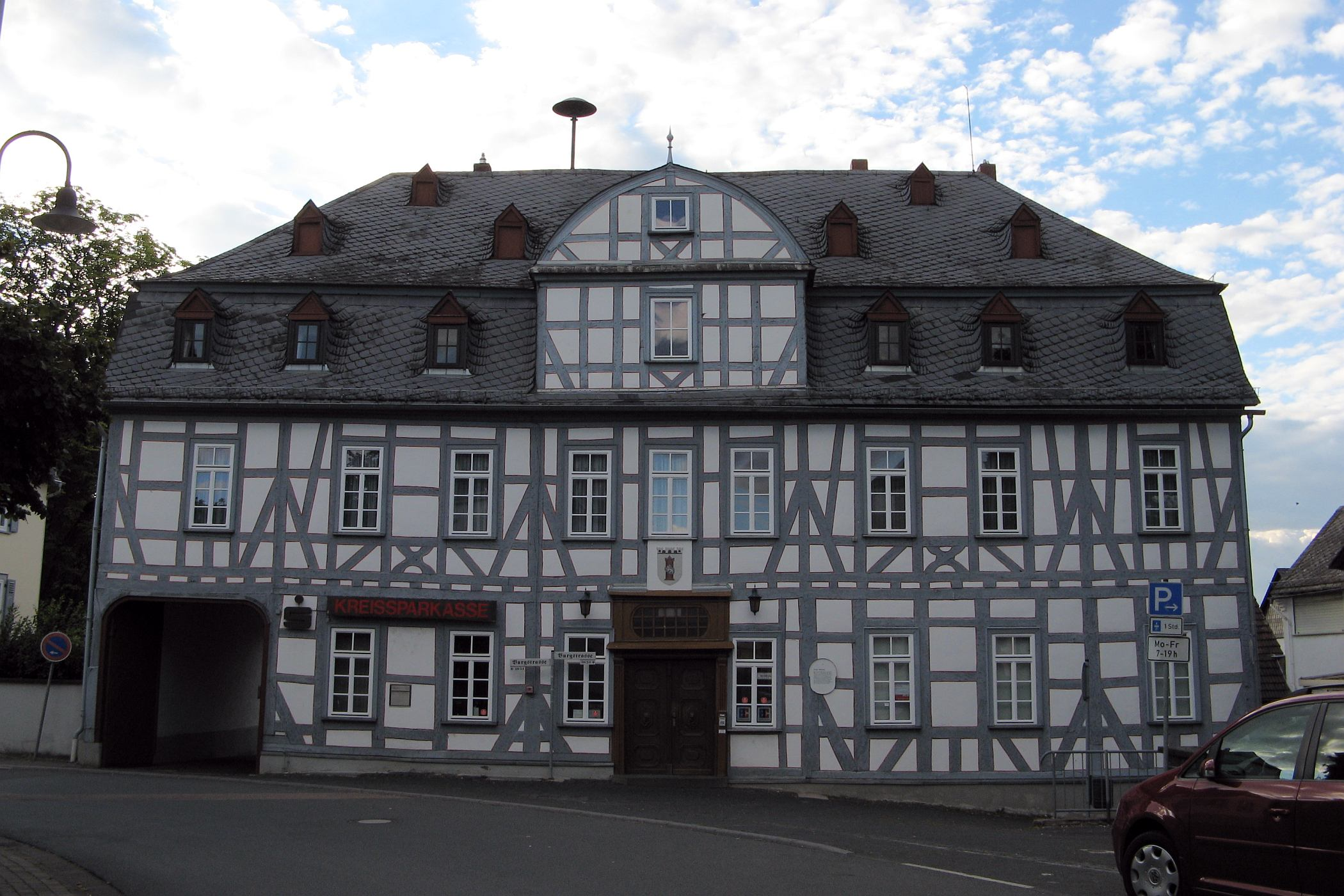
Altes Rathaus

Das Amt Kirberg (ab 1812: Oberamt Kirberg) war ein nassauisches Amt mit Sitz in Kirberg (ab 1812: Camberg). Das Amt unterstand jedoch zwei getrennten Linien des Hauses Nassau, nämlich Nassau-Saarbrücken und Nassau-Dillenburg und war daher ein Kondominium.

## Geschichte

### Im alten Reich
Im 14. Jahrhundert bestand das Zentgericht Nauheim als Teil der Grafschaft Diez. 1355 verpfändeten die Grafen von Diez die Hälfte des Amtes an Nassau-Merenberg. Ab diesem Zeitpunkt war das Amt zweiherrisch. Der Nassau-Merenberger Anteil ging an Nassau-Saarbrücken über.
Mit dem Tod des letzten Graf von Diez, Gerhard VII erbte 1386 sein Schwiegersohn, Graf Adolf von Nassau-Dillenburg über seine Tochter Jutta die Diezer Hälfte des Amt Kirberg. Nachdem auch dieser im Jahr 1420 ohne männliche Nachkommen gestorben war, wurden Nassau-Dillenburg und Eppstein zu je einem Viertel Eigentümer des Amtes. In einem Rezess von 1423 einigte man sich darauf, dass Eppstein sein Viertel an Nassau-Dillenburg abtreten sollte, womit das Amt jeweils zur Hälfte durch Nassau-Saarbrücken und Nassau-Dillenburg gehörte. Diese Struktur bestand bis zum Ende der HRR (wobei der Nassau-Saarbrückener Teil durch Teilung zu Nassau-Usingen kam).
Bedingt durch die beiden Herren des Amtes war auch die Stelle des Amtmanns doppelt besetzt. Neben den Nassau-Usinger gab es noch einen Nassau-Dillenburger Amtmann.
1777 wurde durch Vertrag beider Landesherren das „Baumeistertum“ eingeführt. Das bedeutete, dass der Vorsitz bei den Amtssitzungen jährlich zwischen beiden Amtsmännern wechselte. Anordnungen und Urteile bedurften weiter beider Unterschriften.

### Im Herzogtum Nassau
Nach der Gründung des Rheinbundes 1806 musste Nassau-Oranien (wie sich Nassau-Dillenburg zu dieser Zeit nannte) seine Hälfte am Amt Kirberg an Nassau-Weilburg abgeben. Nassau-Weilburg und Nassau-Usingen schlossen sich zum Herzogtum Nassau zusammen. Damit endete nach vielen Jahrhunderten die Zweiherrigkeit.
Damit entfiel auch die Notwendigkeit, zwei Amtsmänner zu beschäftigen. Ernst Cornelius Pagenstecher wurde alleiniger Amtmann in Kirberg.
1812 wurden die benachbarten Ämter Amt Camberg, Amt Dauborn und Amt Kirberg zusammengelegt. Der Sitz des neuen Oberamtes Kirberg lag in Camberg. Der bisherige Amtmann Pagenstecher ging in Pension und der bisherige Camberger Amtmann Friedrich August Freiherr Schütz von Holzhausen war nun für das größere Amt verantwortlich.

### Oranisches Intermezzo
Mit Staatsvertrag vom 14. Juli 1814 wurden die ehemals oranischen Orte an das wiederentstandene Nassau-Oranien zurückgegeben. Aus dem Oberamt Kirberg verblieben nur Dombach, Haintchen, Oberselters und Schwickenhausen beim Herzogtum. Die im August 1814 erfolgte Übergabe wurde jedoch bereits am 31. Mai 1815 rückgängig gemacht. Diese Orte fielen an Preußen, dass diese direkt an das Herzogtum Nassau weitergab.

### Das Ende des Amtes
Mit der Verwaltungsreform des Staatsministers Carl Friedrich Emil von Ibell kam 1816 das Ende des Oberamtes Kirberg. Es wurde aufgelöst und auf die Ämter Idstein und Limburg verteilt, das Amt Usingen bekam Haintchen.

## Gebiet
Im alten Reich umfasste das Amt Kirberg die Orte Heringen, Kirberg, Nauheim, Neesbach, Ohren und Mensfelden.
Nach der Vereinigung mit dem Amt Camberg und dem Amt Dauborn zum Oberamt Kirberg bestand das Oberamt aus folgenden Orten:
| Amt Dauborn    | Amt Kirberg | Amt Camberg      |
| -------------- | ----------- | ---------------- |
| Dauborn        | Heringen    | Camberg          |
| Eufingen       | Kirberg     | Dombach          |
| Neue Herberge  | Nauheim     | Erbach           |
| Hof Gnadenthal | Neesbach    | Haintchen        |
| Hof zu Hausen  | Ohren       | Oberselters      |
| 0              | Mensfelden  | Schwickershausen |
| 0              | 0           | Würges           |

## Amtshaus
Amtssitz war zunächst im alten Rathaus des Fleckens. Ein Nassauisch-Oranisches Amtshaus brannte 1710 ab und wurde zunächst nicht ersetzt. 1771 wurde an der alten Stelle ein neues Amtshaus gebaut. Dieses Gebäude war später die Nassauische Kellerei und danach das Gasthaus "zur Post".

## Persönlichkeiten

### Amtmänner

#### Nassau-Dillenburg
- Georg Friedlieb Rühle (1711–1768)
- Ernst Cornelius Pagenstecher (1768–1808)
- Friedrich Reinhard Helmrich (-1816)

#### Herzogtum Nassau
- Ernst Cornelius Pagenstecher (1806–1812)
- Friedrich August Freiherr Schütz von Holzhausen (1812-)
- Helmrich (-1816) danach Amtmann in Herborn

### Andere
- Anton Hoen, Keller ab 1585